# Lasotki (województwo wielkopolskie)
Lasotki (niem. Lestwitzhof) – wieś w Polsce położona w województwie wielkopolskim, w powiecie leszczyńskim, w gminie Rydzyna.
W latach 1975–1998 miejscowość administracyjnie należała do województwa leszczyńskiego.